# Hexacentrinae
Sous-famille
Les Hexacentrinae  sont une sous-famille d'orthoptères de la famille des Tettigoniidae. 

## Liste des genres
Selon Orthoptera Species File (28 mars 2010) :
- Acanthoraculus Braun & Morris, 2009
- Aerotegmina Hemp, 2001
- Alison Rentz, 2001
- Ecuaneduba Gorochov, 2006
- Euhexacentrus Hebard, 1922
- Glenophisis Karny, 1926
- Hexacentrus Serville, 1831
- Parahexacentrus Karny, 1912
- Parateuthras Bolívar, 1905
- Philippicentrus Willemse, 1961
- Teuthroides Bolívar, 1905

## Référence
- Karny, 1925 : List of some Katydids (Tettigoniidae) in the Sarawak Museum. Sarawak. Museum Journal, vol. 3, p. 35-53.